# Salmakis i Hermafroditos
Salmacis i Hermafroditos – obraz niderlandzkiego malarza manieryzmu Bartholomeusa Sprangera.
Obraz został zamówiony przez Rudolfa II i wchodzi w skład cyklu ilustracji do Metamorfoz znajdujących się w paryskiej rezydencji konesera sztuki.

Temat obrazu został zaczerpnięty z Metamorfoz Owidiusza. Epizod opowiada o Hermafroditosie, który podczas podróży napotkał źródło krystalicznie czystej wody. Nad źródłem mieszkała nimfa Salmacis, której jedynym zajęciem było dbanie o swój wygląd. Gdy zobaczyła chłopca, zapragnęła go zdobyć, lecz uprzednio wystroiła się i odświeżyła. Przemówiwszy do Hermafroditosa, zachwalała jego urodę, a gdy chciała go objąć, ten zawstydzony zagroził jej, że odejdzie. Nimfa nie chcąc utracić chłopca udała, że odchodzi zostawiając go w spokoju: 

A tymczasem zza krzaków ukryta wśród lasu na klęczkach, patrzy. A on jak to chłopiec, gdy myśli, że nikt go nie widzi, biega po trawie tu i tam, jakby bawiąc się z falą, dotyka wody palcami, potem stopę zanurza. Lecz miła ciepła woda jest pokusą, więc jednym ruchem zrzuca z delikatnego ciała swe miękkie odzienie. Dopiero wtedy zachwyciła się Salmacis. Nagość pięknego chłopca wzbudziła w niej płomień. Już nie może wytrzymać, zapał ją roznosi, pragnie uścisnąć, do szaleństwa niecierpliwa. (Owidiusz, Metamorfozy 4, 300–318, 339–352)

 Salmacis, zdjęła szaty i weszła do wody, a gdy chłopiec wciąż opierał się jej, ta poprosiła bogów, by połączyli ją na zawsze z jej wybrankiem. Bogowie spełnili jej życzenie i połączyli ich w pojedynczy, obupłciowy byt.

## Opis obrazu
Spranger wybrał moment, gdy Hermafroditos moczy swe ciało w wodzie, a nimfa w podnieceniu zdejmuje okrycie i pragnie dołączyć do niego. Chłopiec siedzi na kamieniu, jedną nogę ma zanurzoną w wodzie, a drugą delikatnie obejmuje. Jego wzrok skierowany jest gdzieś w dal, będąc nieświadom obecności nimfy. Salmacis została ukazana od tyłu. Jej biała szata zsuwa się z nagiego ciała. Lewą ręką odkryje zaraz swe wdzięki przed chłopcem. Jej wzrok wciąż skierowany jest na oblubieńcu. Prawą ręką jednocześnie zdejmuje but. Gest ten powtarza Hermafroditos, łącząc w ten sposób te dwie postacie w jedną całość. W ten sposób Sprangerowi udaje się przedstawić bardzo erotyczną scenę, a jednocześnie zespolenie obojga w jeden byt.

## O tym samym tytule

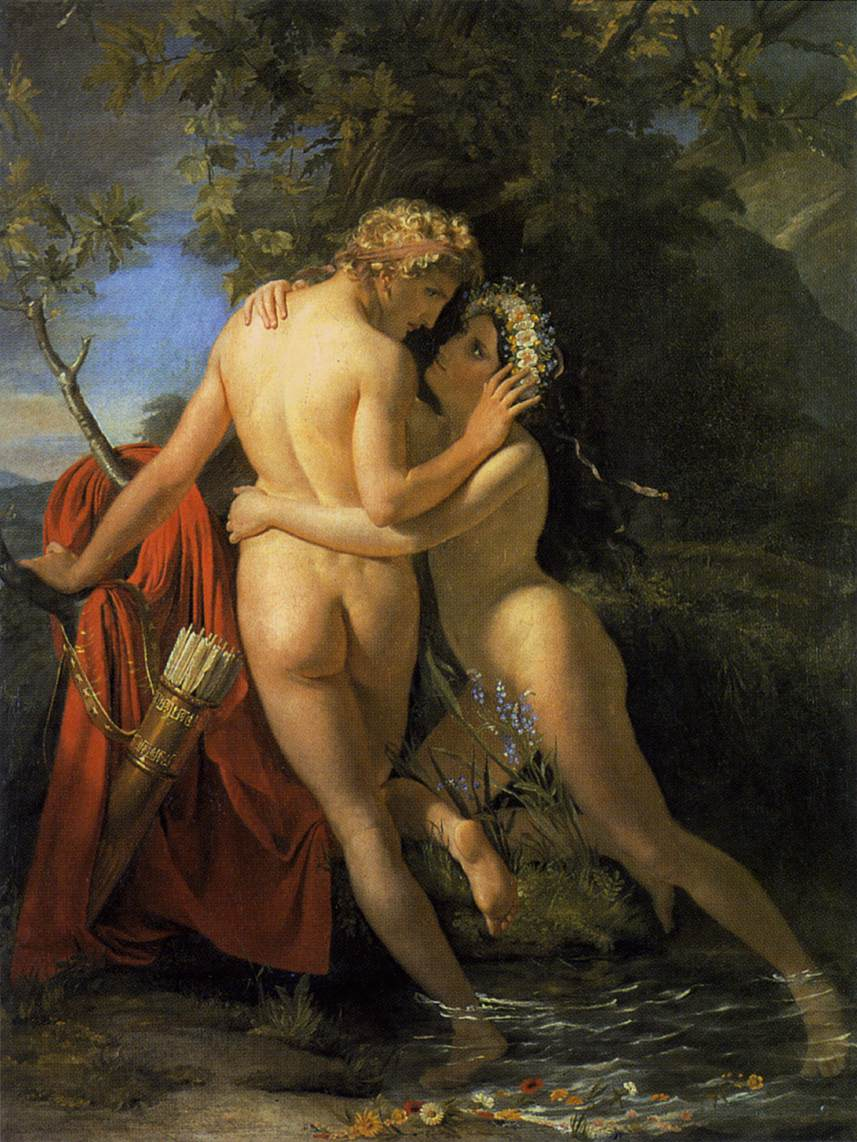
François-Joseph Navez
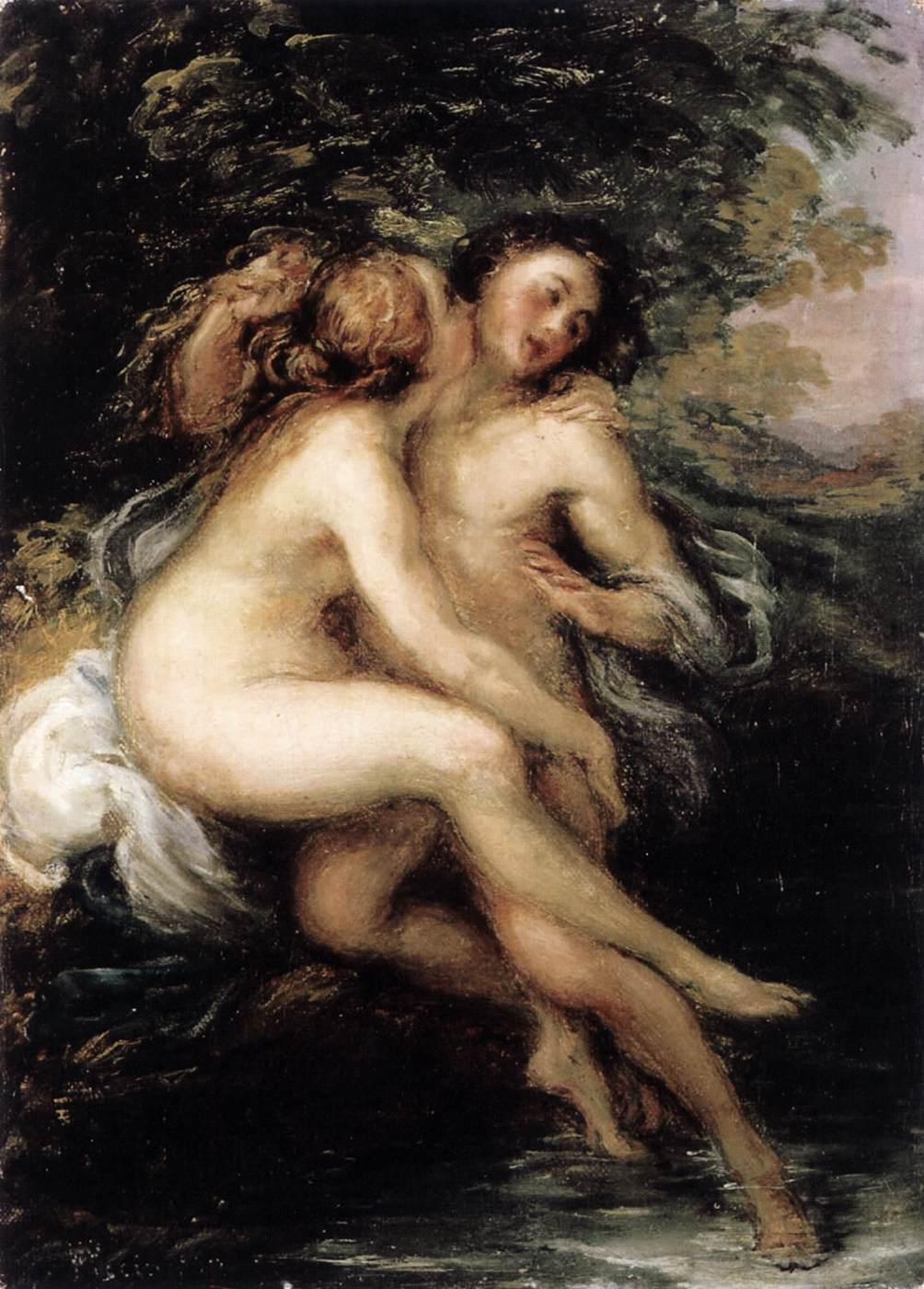
Giovanni Carnovali
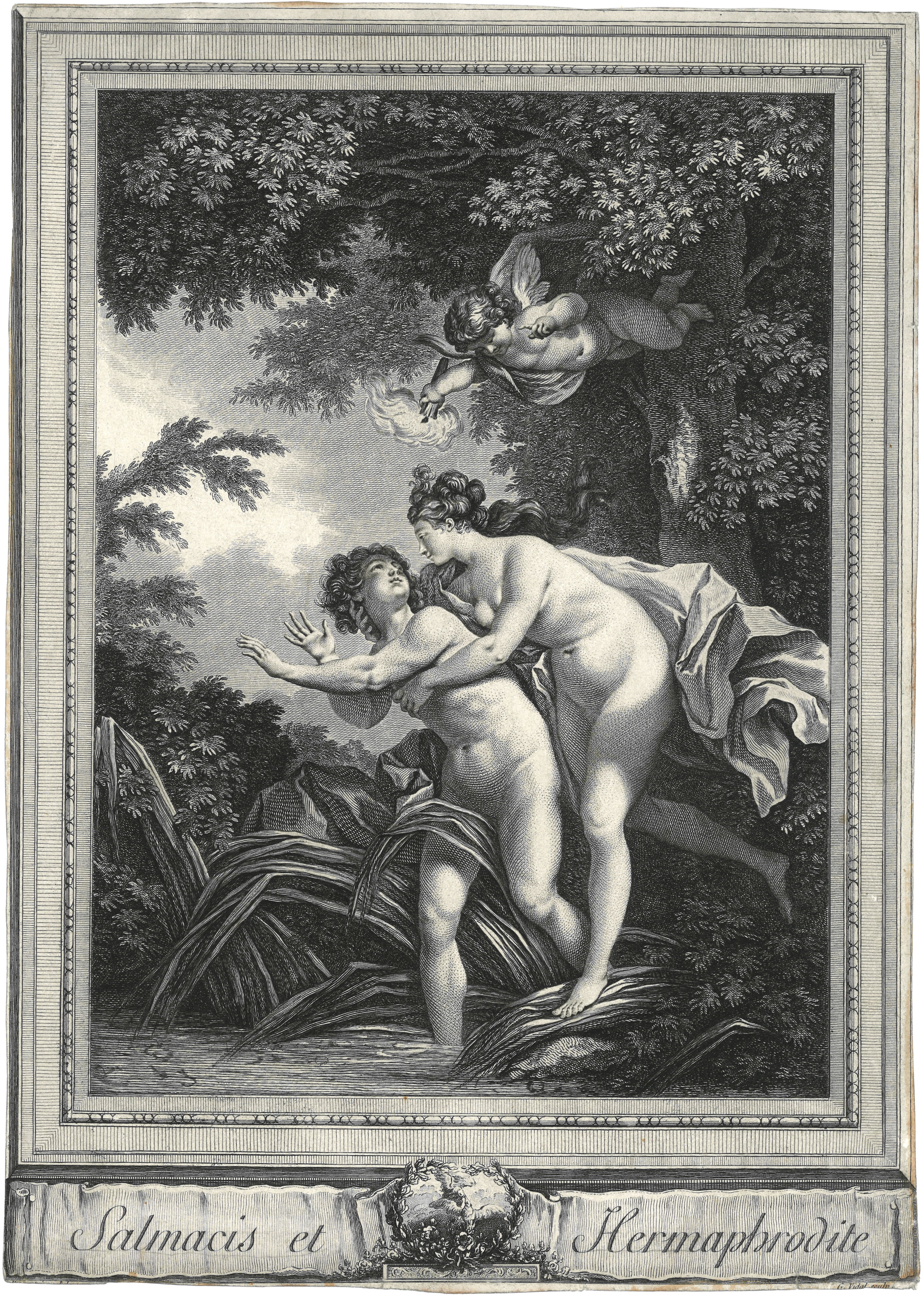
Gerard Vidal
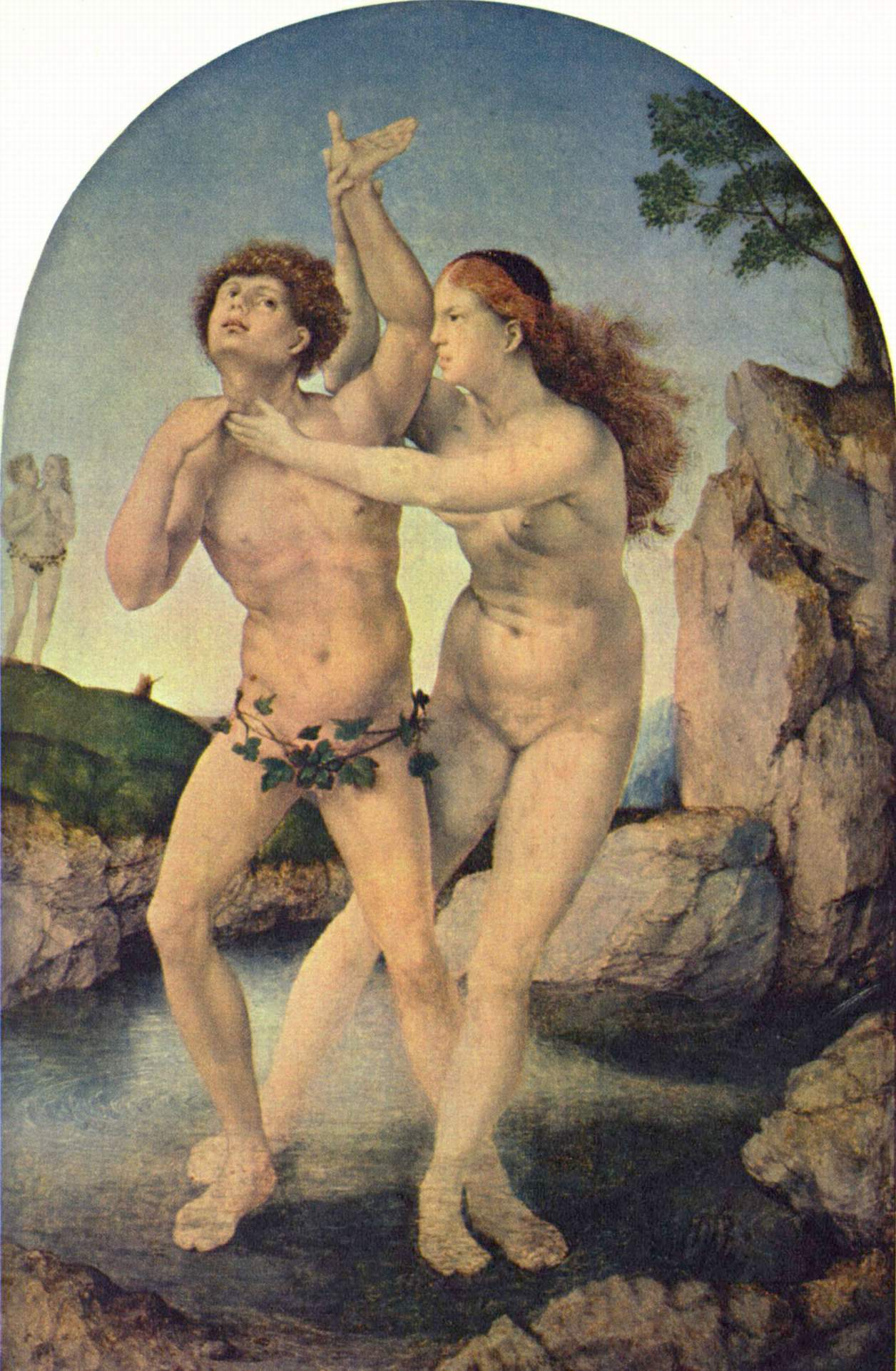
Jan Gossaert
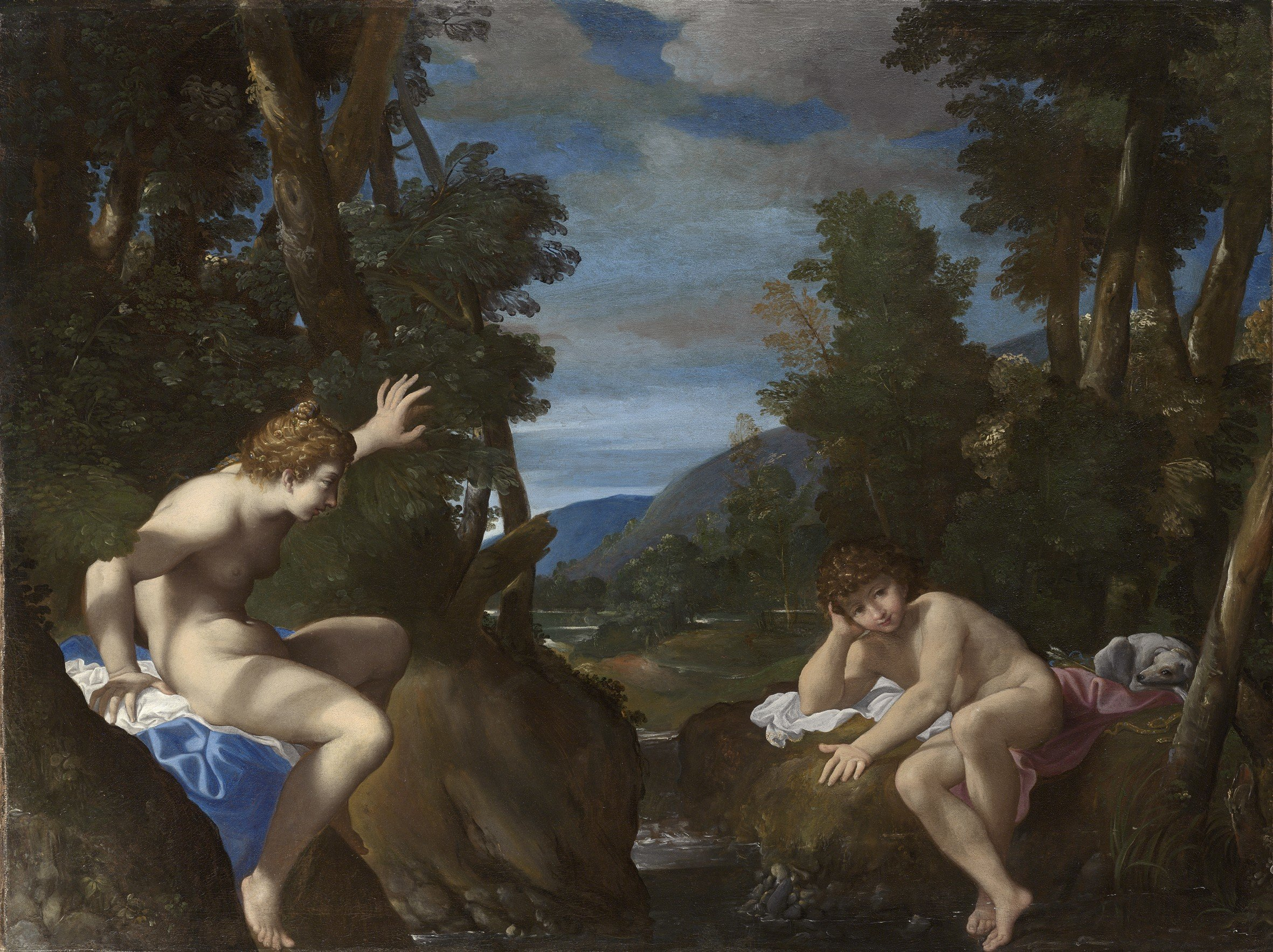
Ludovico Carracci
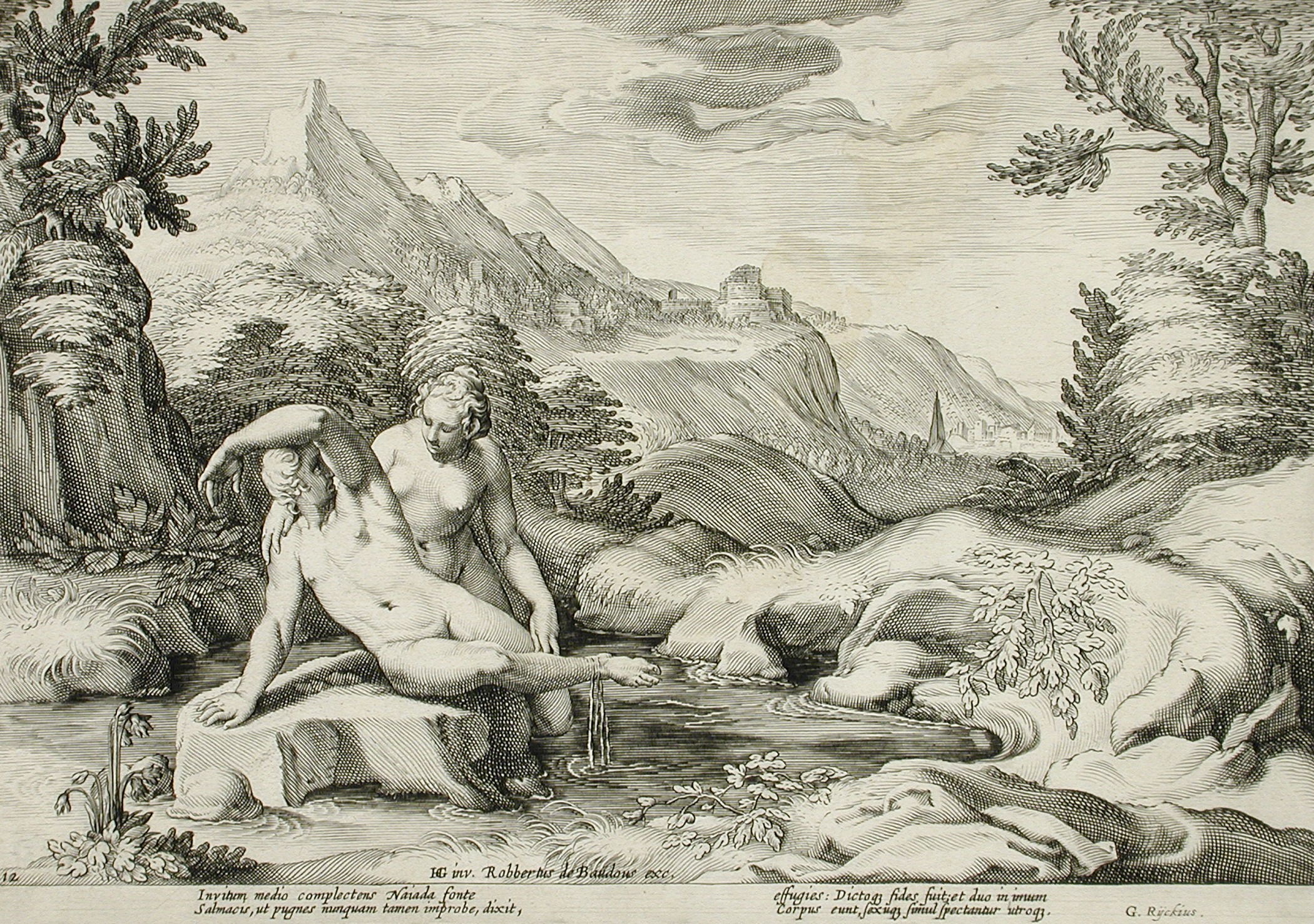
Hendrik Goltzius
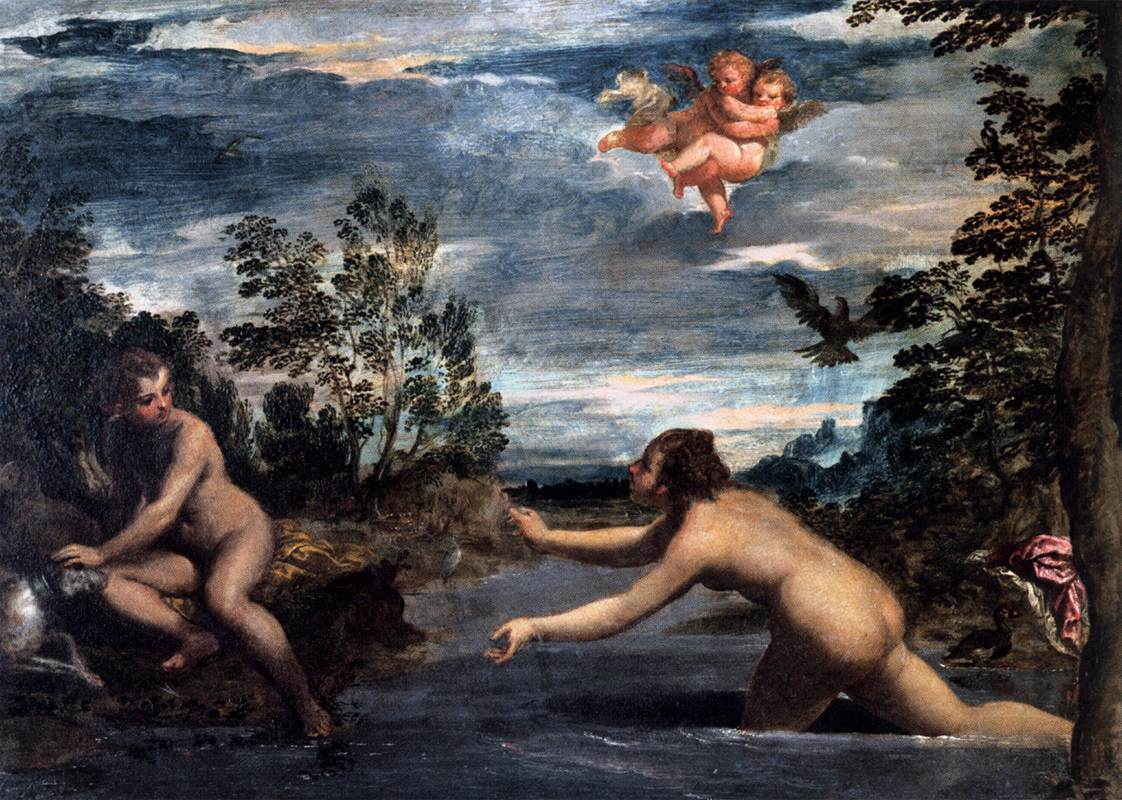
Scarsellino
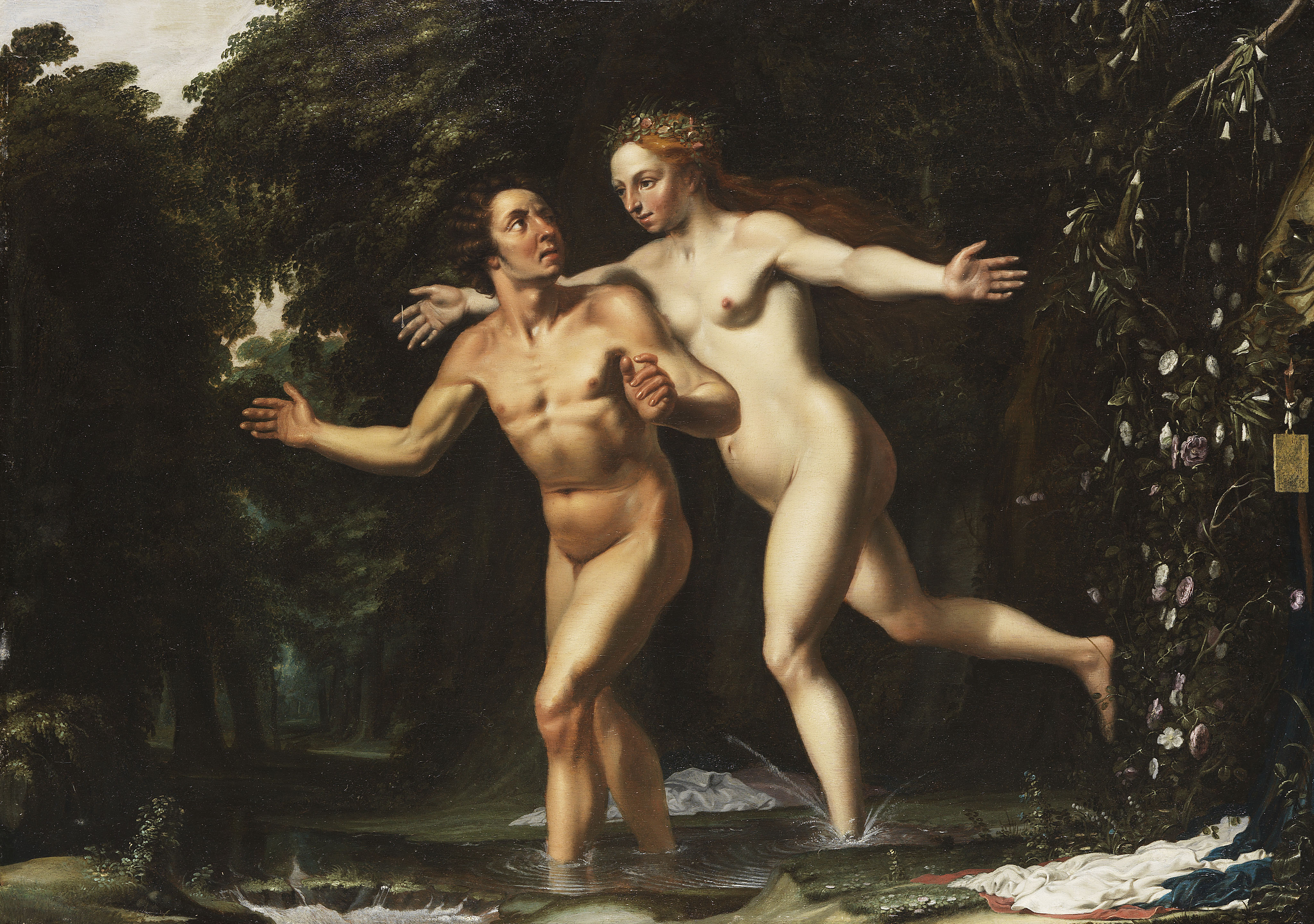
Louis Finson
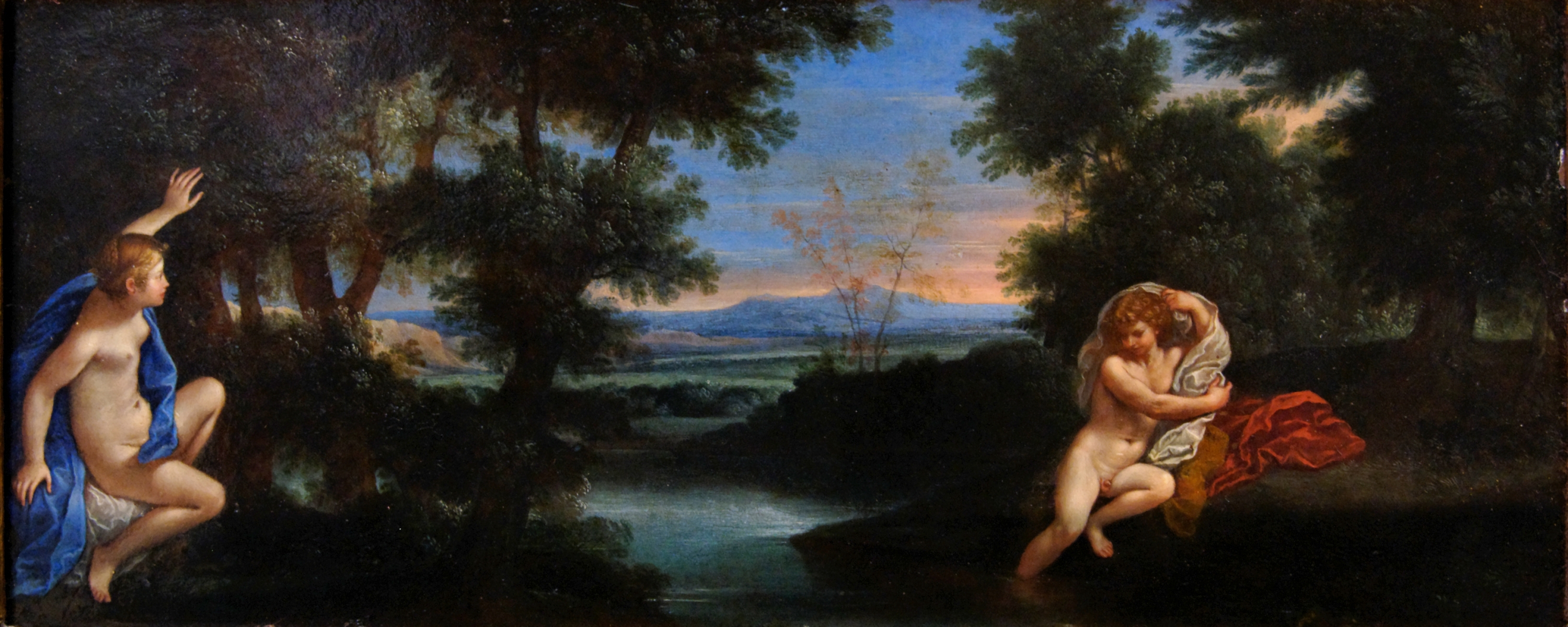
Francesco Albani